# 올드 라임

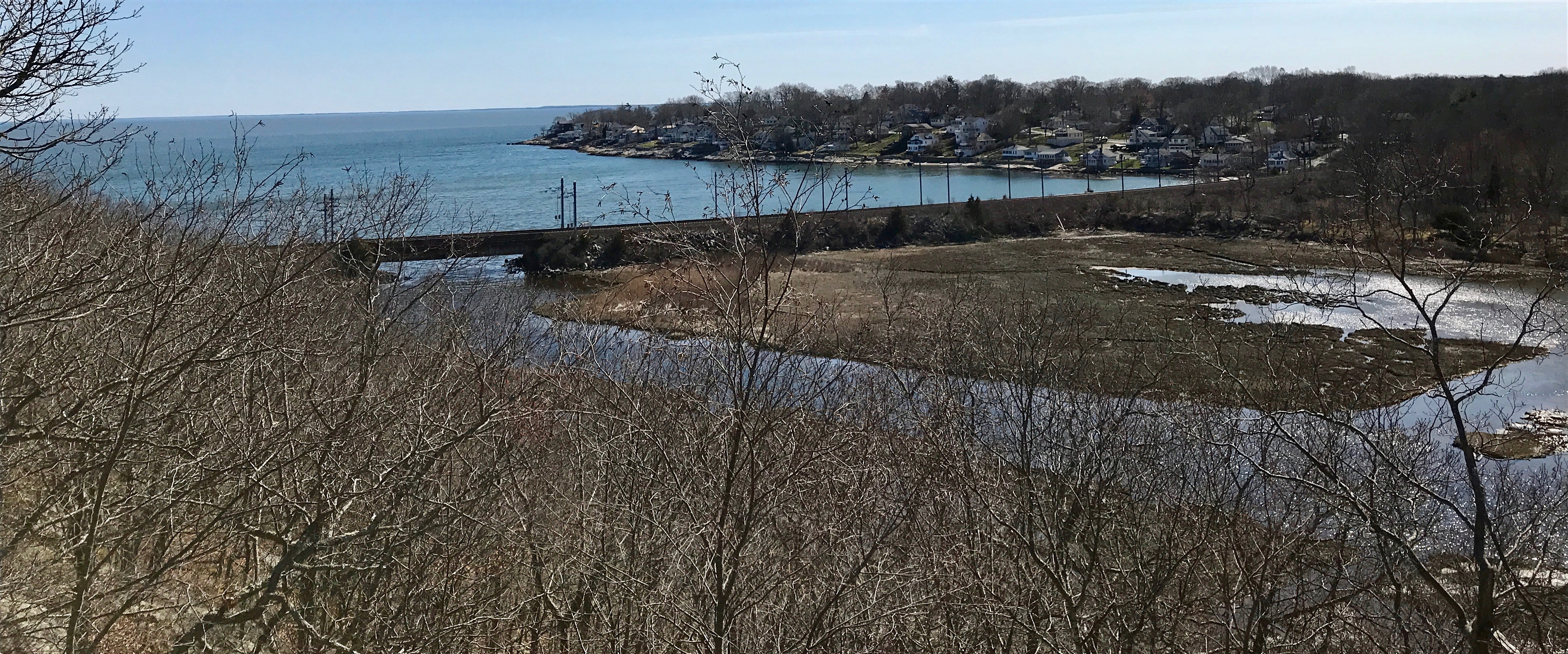
올드 라임의 해안선에 위치한 철도 다리. 포 마일 강(Four Mile River)의 하구를 가로지른다.

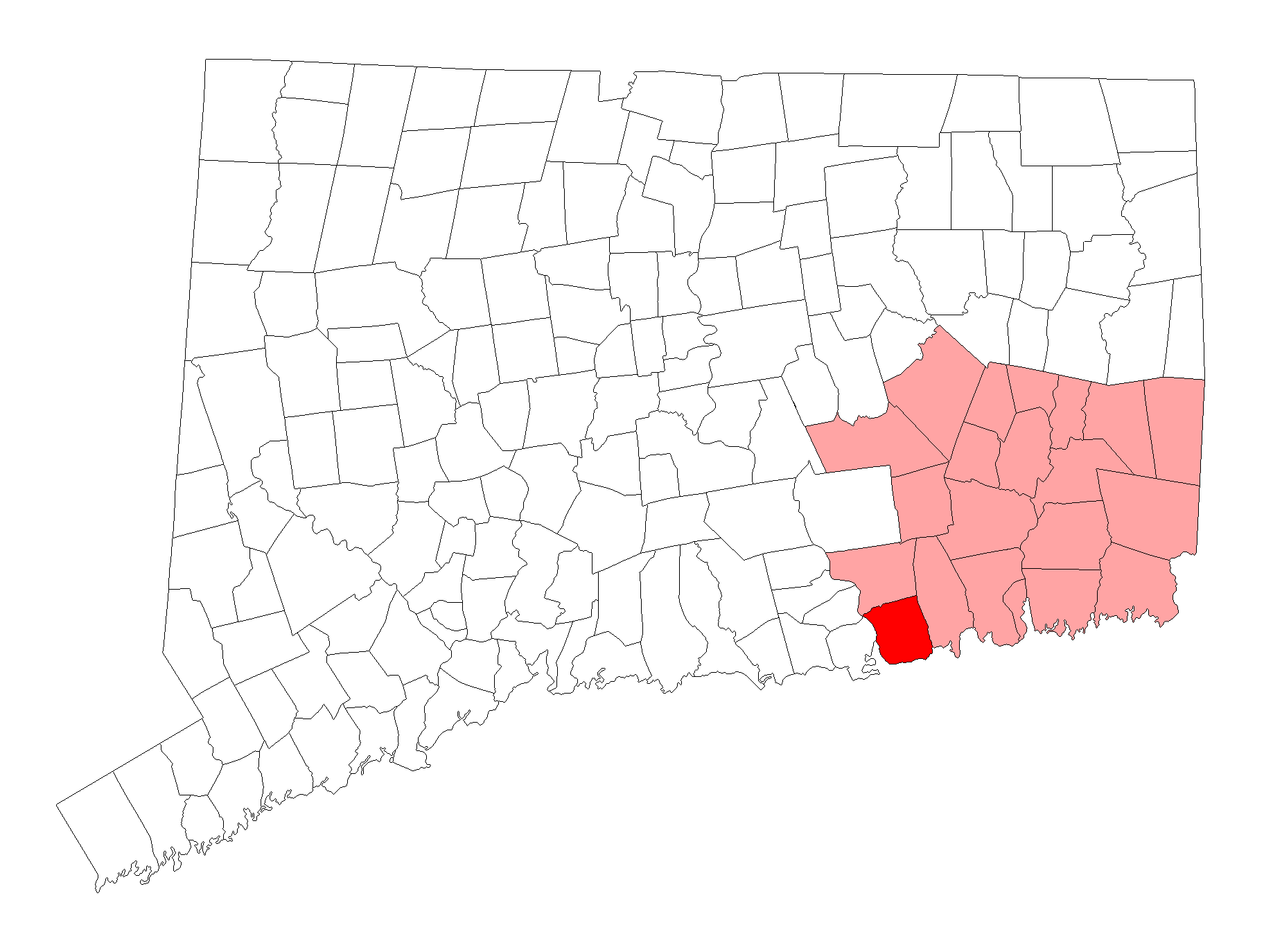

올드 라임(Old Lyme)은 코네티컷주, 뉴런던에 위치한 도시로 1855년에 생겨났다. 인구는 7,603명이다(2010년 기준).
라임병(Lyme Disease)이 유래한 대서양 해안가의 도시. 라임(Lyme)은 올드 라임(Old Lyme)의 위쪽 코네티컷강 연안에 위치한 전혀 다른 도시이다.

## 역사
역사를 보면 1635년 미국 북동부 대서양 연안에 만들어진 영국의 세이부룩 식민지(Saybrook Colony)에서 유래한다. 
- 1665년 코네티컷강 동쪽부분을 이스트 세이부룩(East Saybrook)이라고 불렀다.
- 1667년 코네티컷 주의회에서 잉글랜드(England) 남부의 해안 도시인 라임 레지스(Lyme Regis)의 이름을 따서 이스트 세이부룩을 라임(Lyme)으로 정했다.
- 1823년 라임(Lyme)에서 이스트 라임(East Lyme)이 떨어져 나가 지금의 라임(Lyme)이 되었다.
- 1855년 남은 부분이 사우스 라임(South Lyme)으로 분리되었고, 1857년 지금의 올드 라임(Old Lyme)으로 명명되었다.

당초 라임(Lyme)이라는 지명 자체가 잉글랜드의 해안 도시에서 따 왔으므로, 더 늦게 분리되었지만 해안가인 사우스 라임(South Lyme)이 올드 라임(Old Lyme)이 된 것이다.

## 인구
| 인구조사              | 인구  | Note  | %±     |
| --------------------- | ----- | ----- | ------ |
| 1860년                | 1,304 |       | —      |
| 1870년                | 1,362 |       | 4.4%   |
| 1880년                | 1,387 |       | 1.8%   |
| 1890년                | 1,319 |       | −4.9%  |
| 1900년                | 1,180 |       | −10.5% |
| 1910년                | 1,181 |       | 0.1%   |
| 1920년                | 946   |       | −19.9% |
| 1930년                | 1,313 |       | 38.8%  |
| 1940년                | 1,702 |       | 29.6%  |
| 1950년                | 2,141 |       | 25.8%  |
| 1960년                | 3,068 |       | 43.3%  |
| 1970년                | 4,964 |       | 61.8%  |
| 1980년                | 6,159 |       | 24.1%  |
| 1990년                | 6,535 |       | 6.1%   |
| 2000년                | 7,406 |       | 13.3%  |
| 2010년                | 7,603 |       | 2.7%   |
| 2018 (추산)           | 7,366 | [ 3 ] | −3.1%  |
| U.S. Decennial Census |       |       |        |